# Барнабаш Варга
Барнабаш Варга (угор. Barnabás Varga, нар. 25 жовтня 1994, Сомбатгей, Угорщина) — угорський футболіст, нападник клубу «Ференцварош» та національної збірної Угорщини.

## Ігрова кар'єра

### Клубна
Барнабаш Варга є вихованцем угорського клубу «Голодаш». Але на професійному рівні футболіст почав кар'єру в Австрії, де від сезону 2016/17 виступав у клубі австрійської Бундесліги «Маттерсбург». Більшу частину часу Варга грав за дублюючий склад команди.
У 2020 році нападник повернувся до Угорщини, де приєднасв ядо клубу Другого дивізіону «Дьїрмот». В команді Варга відзначався високою результативністю і в 2022 році його запросив до свого складу клубу Вищого дивізіону «Пакш».
Влітку 2023 року Варга перейшов до складу головного клубу Угорщини - «Ференцварош». І вже в перших матчах нового чемпіонату країни нападник відзначився хет-триком, забиваючи по три голи у ворота свого колишнього клубу «Пакш» та «Залаегерсег». Також три голи Варга забив у матчі кваліфікації Ліги конференцій у ворота мальтійського «Хамрун Спартанс».

### Збірна
У березні 2023 року Барнабаш Варга отримав виклик до складу національної збірної Угорщини і в матчі відбору до Євро - 2024 проти команди Болгарії футболіст дебютував у збірній.
Першим голом на міжнародному рівні Варга відзначився у червні 2023 року у воротах команди Литви.

## Досягнення
- Чемпіон Угорщини (2):

«Ференцварош»: 2023–24, 2024–25
Індивідуальні
- Кращий бомбардир Чемпіонату Угорщини (2): 2022–23, 2023–24